# Маклафлин, Джек
Джек Макла́флин (англ. Jack McLaughlin, род. 29 января 1959 года) — североирландский бывший профессиональный снукерист.

## Карьера
Джек начал играть в мэйн-туре в сезоне 1984/85, и провёл там следующие 11 сезонов. В одном из его первых профессиональных турниров, чемпионате Великобритании 1984 года, он дошёл до 1/16 финала. В 1988 Маклафлин стал неожиданным победителем профессионального чемпионата Ирландии, обыграв в финале шестикратного чемпиона этого соревнования и экс-чемпиона мира Денниса Тейлора со счётом 9:4. В 1989 он мог и защитить свой титул, но в решающем матче уступил Алексу Хиггинсу, 7:9. В том же году Джек достиг четвертьфинала Dubai Classic.
Наивысший официальный рейтинг Джека Маклафлина — 50-й.